# Cry for You (singel Krystiana Ochmana)
Cry for You – drugi singel amerykańsko-polskiego piosenkarza Krystiana Ochmana z jego drugiego albumu studyjnego, zatytułowanego Testament. Powstały przy gościnnym udziale ukraińskiego zespołu muzycznego Kalush Orchestra. Singel został wydany 27 stycznia 2023.

## Powstanie utworu i historia wydania
Utwór napisali i skomponowali Krystian Ochman, Adam Wiśniewski, Ołeh Psiuk, Iwan Kłymenko i Małgorzata Uściłowska.
Singel ukazał się w formacie digital download 27 stycznia 2023 w Polsce za pośrednictwem wytwórni płytowej Polydor Records w dystrybucji Universal Music Polska. Piosenka została umieszczona na drugim albumie studyjnym Ochmana – Testament.

## Lista utworów
- Digital download[2]

1. „Cry for You” – 3:29